# Joseph Rambaud
Joseph Rambaud (* 18. August 1849 in Lyon; † 28. März 1919 ebenda) war ein französischer Professor, Wirtschaftler und Geschäftsmann. 1879 gründete er die katholische Tageszeitung Le Nouvelliste de Lyon.

## Biografie
Joseph Rambaud entstammte einer alten Lyoner Familie von Seidenfabrikanten und Bürgermeistern. Er verkörperte jene vermögenden und christlichen Familien, die sich in der Gesellschaft engagieren, ähnlich Édouard Aynard, der die mehr progressive Richtung vertrat.
Von 1866 bis 1869 war er Schüler bei den Jesuiten von Mongré in Villefranche-sur-Saône, 1870 engagierte er sich als päpstlicher Zuave, bevor er dann das Studium von Recht und Literatur in Paris begann. Er war Großgrundbesitzer, Aktionär und Verwalter der Minen von Firminy und der Schmieden von Terrenoire. Danach war er einige Jahre als Rechtsanwalt tätig, ehe er sich dem Unterricht widmete und bei der Gründung der katholischen Fakultät von Lyon mitwirkte.
Nachdem er Strafrecht und Finanzgesetzgebung (1892) unterrichtet hatte, entschloss er sich, einen Kurs in politischer Ökonomie an der katholischen Fakultät zu gründen. Er war auch der erste Lehrstuhlinhaber für politische Ökonomie in Lyon und der zweite in Frankreich. Er entwickelte unabhängige ökonomische Gedanken und wehrte sich, der herrschenden sozialistischen oder liberalen Lehrmeinung beizupflichten; er war keiner Richtung zuzurechnen. 1914 wurde er zum Mitglied der Académie des sciences morales et politiques gewählt. Er war den sozialen Werten der Kirche verbunden.
Er wollte sein Vermögen in den Dienst seiner Ideen stellen und gründete die politische Tageszeitung Le Nouvellist de Lyon, die er 40 Jahre lang leitete. Die Zeitung verbreitete sich über mehrere französische Regionen und erreichte eine Auflage von 100.000 Exemplaren. Zwischen den beiden Weltkriegen erreichte sie zeitweise eine Auflage von 200.000 Exemplaren. Sie wurde später von seinem Sohn Régis geleitet. Er verteidigte die christlichen Grundsätze, ohne an irgendeine politische Partei gebunden zu sein. Seine Zeitung war der Konkurrent der progressiven Zeitung Progrès de Lyon. 
Er hatte außerdem zwei politische Mandate: Er war Bürgermeister von Vaugneray (1882–1892) und conseiller générale.

### Heirat und Familie
Er war der Neffe von Frédéric Ozanam und verwandt mit Pierre-Thomas Rambaud, Baron des Kaiserreichs.
1872 heiratete er Claudine Berloty, die mit Pauline Jaricot verwandt war. Aus der Ehe gingen 12 Kinder hervor; davon wurde Régis Rambaud der Nachfolger beim Le Nouvelliste und Henri Rambaud Literaturprofessor, Journalist und Schriftsteller. Er war der Urgroßvater von Claire de Castelbajac.

## Ehrungen
Er war Mitglied der Légion d’honneur und Kommandant des Gregoriusorden (Ordre de Saint-Grégoire-le-Grand).

## Werke/Veröffentlichungen
- Des donations entre époux, Thèse de doctorat, 1875
- Le droit criminel romain dans les actes des martyrs, 1885
- Ce qu'il faut faire face en face des Lois Brisson, simples considérations présentées aux congrégations religieuses par un catholique 1891, Imprimerie Jevain
- Éléments d'économie politique, Paris et Lyon, 1894
- Histoire des doctrines économiques, Paris et Lyon, 1899
- Histoire des doctrines économiques, Paris et Lyon, 1899
- Cours d'économie politique, Paris et Lyon, 1910
- Le songe du frère Lai, Lyon

Er schrieb zahlreiche Artikel in den Heften L'Université catholique über Fragen des Rechts, der Ökonomie und der Gesellschaft (Les banqueroutes de l'ancien régime de 1700 à 1789, 1890; Le socialisme et les lois économiques 1891;L'idée de Dieu dans l'ordre économique 1902; Christianisme et solidarité 1906); La critique du libéralisme (Les catholiques de M. l'abbé Calippe 1er septembre 1911; Le pacifisme chrétien, 15 septembre 1912; Le sens social, 15 aout 1913;La valeur, le travail et le salaire d'après le discours de Sarlat 15 septembre, 1er et 15 octobre, 1er décembre 1913).
Er schrieb regelmäßig in der von ihm gegründeten Tageszeitung ohne Signatur; unter dem Pseudonym M. Tramoy verfasste er zahlreiche Literaturkritiken.

## Einzelnachweis und Anmerkung
Dictionnaire du monde religieux dans la France contemporaine, volume 6, Jean Marie Mayeur, Xavier de Montclos Le Nouvelliste de Lyon et la défense religieuse (1879/1889), Louis de Vaucelles, Paris, 1971
| Personendaten    | Personendaten                                                             |
| ---------------- | ------------------------------------------------------------------------- |
| NAME             | Rambaud, Joseph                                                           |
| KURZBESCHREIBUNG | französischer Hochschullehrer, Professor, Wirtschaftler und Geschäftsmann |
| GEBURTSDATUM     | 18. August 1849                                                           |
| GEBURTSORT       | Lyon                                                                      |
| STERBEDATUM      | 28. März 1919                                                             |
| STERBEORT        | Lyon                                                                      |